# Здравко Гојковић
Здравко Гојковић (Осјечани, Добој, 1930) српски је писац, новинар, задужбинар и донатор. Уредник је и састављач више публикација и зборника за децу и омладину. Члан је Удружења књижевника Републике Српске, почасни члан Свесловенског књижевног друштва. Његова задужбина се налази у Београду.

## Биографија
Рођен у Осјечанима код Добоја, РС, 1930. године. Средњу и вишу школу је завршио у Београду. Објављује поезију, прозу, песме за децу, и афоризме. Оснивач је листа Глас Требаве.

### Објављена изведена дела
- ? (1980) ,
- Моји разредни другови (1980) ,
- Моји школски другови (1984) ,
- Радосница за прворођенчад (1985) ,
- Љубав и неспокој (1988) ,
- Краљ Никола- Балканска царица (1989) ,
- Зла срећа (1993) ,
- Игра чаробних крила (1993) ,
- Одзиви смрти (1995) ,
- Љубавна поезија (1997) ,
- Смрзнути цветови (1998) ,
- У лавиринту времена (1998) ,
- Љубав и неспокој (1999) ,
- Вилински двори,
- Афоризми (1999).

Књига поезије „Царски сонет“ Здравка Гојковића има све шансе да дуго потраје као привилегија правих познавалаца и љубитеља поезије, музике речи, чаролије изговореног звука од које је код Орфеја камење поигравало, којом је припитомљавао звери и птице.
Замир, симбол стваралачке моћи архитекта измаштаног света, саградио је шестог дана стварање света, седмо чудо.
Здравко Гојковић у овој књизи прати седам векова традиције сонета. Он додирује саме врхове, одабира оно што је нахјлепше и најзначајније и то ради врло зналачки.
У овој књизи сонета Гојковић је успео да нам у пуном светлу ..... човековог узлета једне песничке форме у којој је дошла до изражаја збијеност емоција и снага симбола. Сва озарена неким унутрашњим сјајем, најтананијим људским осећањима, сва пламти од емоција.

### Заступљеност у антологијама и књижевнимкритикама
- Што год хоћеш реци само,
- Ђачке песме,
- Враг и шала,
- Антологија љубавне поезије,
- Отаџбина се брани песмом..

## Преводи
Афоризми на руски језик.

## Награде
- Високо признање Крлежа,
- белоруска Повеља за књижевност,
- Признање „ Доситеј Обрадовић“ (Библиотека града Београда),
- Признање општине Врачар за културу,
- Признање Удружења књижевника Републике Српске за књижевност.